# اولتراموس
اولتراموس (به انگلیسی: Ulteramus) گونه‌ای منقرض شده از اره‌مگس خانوادهٔ اره‌مگس‌های تارتن است. این گونه تنها از یک فسیل ائوسن در آمریکای شمالی شناسایی شده است. در زمان مطالعهٔ آن، مشخص گردید که موجوداتی حاصل از ترکیب گونه‌ای دیگر به نام اولتراموس ریپابلیسنسیس می‌باشند.

## تاریخچه و طبقه‌بندی
اولتراموس ریپابلیسنسیس تنها در فسیلی واقع در سمت بخش هولوتایپ، نمونه‌ای با شمارهٔ یو دابلیو بی ام ۷۷۵۳۲ یافت شده است که اکنون در مجموعهٔ موزهٔ تاریخ طبیعت و فرهنگ بورک، سیاتل، واشینگتن، واشینگتن نگهداری می‌شود. این نمونه، به عنوان یک فسیل فشرده شده در سیلتی شیل (سنگ) زرد مایل به خاکستری نگهداری می‌شود و به سبب آسیب‌دیدگی در اثر لمس شدن در فرایند تشکیل کوه کلوندیک در ۱۹۹۳، بوسیلهٔ وسلی ور ترمیم شده است. شکل گیری این فسیل، تقریباً به ایپرزین، عصر ایپرزین بر می‌گردد و به‌طور تقریبی دارای عمری حدود ۴/۴۹ میلیون سال است.